# 下市郵便局
下市郵便局（しもいちゆうびんきょく）
- 奈良県吉野郡下市町にある郵便局。本記事にて記述する。
- 鳥取県西伯郡大山町にある郵便局。局番号は52034。

下市郵便局（しもいちゆうびんきょく）は奈良県吉野郡下市町にある郵便局。民営化前の分類では集配普通郵便局であった。

## 概要
住所：〒638-8799 奈良県吉野郡下市町下市489

## 沿革
- 1872年2月3日（明治4年12月25日） - 下市郵便取扱所として開設[1]。
- 1875年（明治8年）1月1日 - 下市郵便局（五等）となる[1]。
- 1885年（明治18年）6月25日 - 貯金取扱を開始[1]。
- 1886年（明治19年）3月1日 - 為替取扱を開始[1]。
- 1897年（明治30年）3月26日 - 下市郵便電信局となる[1]。
- 1903年（明治36年）4月1日 - 通信官署官制の施行に伴い下市郵便局となる[1]。
- 1957年（昭和32年）6月10日 - 風景入通信日付印の使用を開始[2]。
- 1957年（昭和32年）12月1日 - 特定郵便局から普通郵便局に局種別改定。
- 1961年（昭和36年）3月19日 - 電話交換および電報配達業務を、下市電報電話局に移管。
- 1975年（昭和50年）3月24日 - 葛郵便局[3]の集配業務の一部（吉野郡大淀町域）[4]を当局に移管。
- 1992年（平成4年）3月23日 - 丹生郵便局から集配業務を移管。
- 2000年（平成12年）8月14日 - 外国通貨の両替および旅行小切手の売買に関する業務取扱を開始。
- 2007年（平成19年）10月1日 - 民営化に伴い、併設された郵便事業下市支店に一部業務を移管。
- 2012年（平成24年）10月1日 - 日本郵便株式会社発足に伴い、郵便事業下市支店を下市郵便局に統合。

## 取扱内容
- 郵便、印紙、ゆうパック、内容証明
- 貯金、為替、振替、振込、国際送金、国債、投資信託
- 生命保険、バイク自賠責保険、自動車保険
- ゆうちょ銀行ATM
- 吉野郡下市町の全域および同郡大淀町の一部地域（「638-00xx」「638-08xx」区域）の集配業務
- ゆうゆう窓口

## 風景印
- 図柄はいがみの権太と吉野川と鮎、吉野川に架かる吉野大橋。局名表記は「下市」
- 使用開始日は1989年（平成元年）12月1日

## 周辺
- ハローワーク下市
- 下市町立下市小学校
- 吉野川
  - 秋野川

## アクセス
- 近鉄吉野線 下市口駅から徒歩約20分
- 国道309号沿い
- 駐車場あり：7台